# 艾斯巴赫河

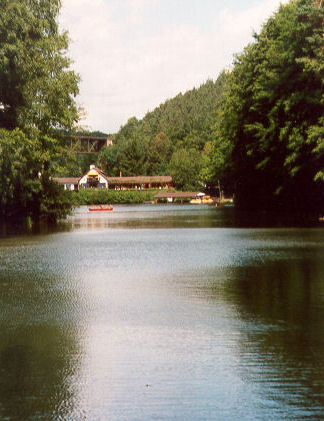

艾斯巴赫河是德國的河流，位於萊因蘭-法爾茲，屬於萊茵河的左支流，河道全長38.2公里，發源自拉姆森附近，河口處在沃爾姆斯。

## 外部連結
- Pub Association Eisenberg-Eistal
- Transport Association Leiningen land （页面存档备份，存于）
- Stumpfald Historical Railway at Ramsen （页面存档备份，存于）